# ويلزان (اكى امهند)
ويلزان هو دُوَّار يقع بجماعة آيت عيسى إححان، إقليم الصويرة، جهة مراكش آسفي في المملكة المغربية. ينتمي الدوّار لمشيخة اكى امهند التي تضم 15 دوار. يقدر عدد سكانه بـ 133 نسمة حسب الإحصاء الرسمي للسكان والسكنى لسنة 2004.

## روابط خارجية
- البوابة الوطنية للجماعات الترابية
- المندوبية السامية للتخطيط